# Telejogo

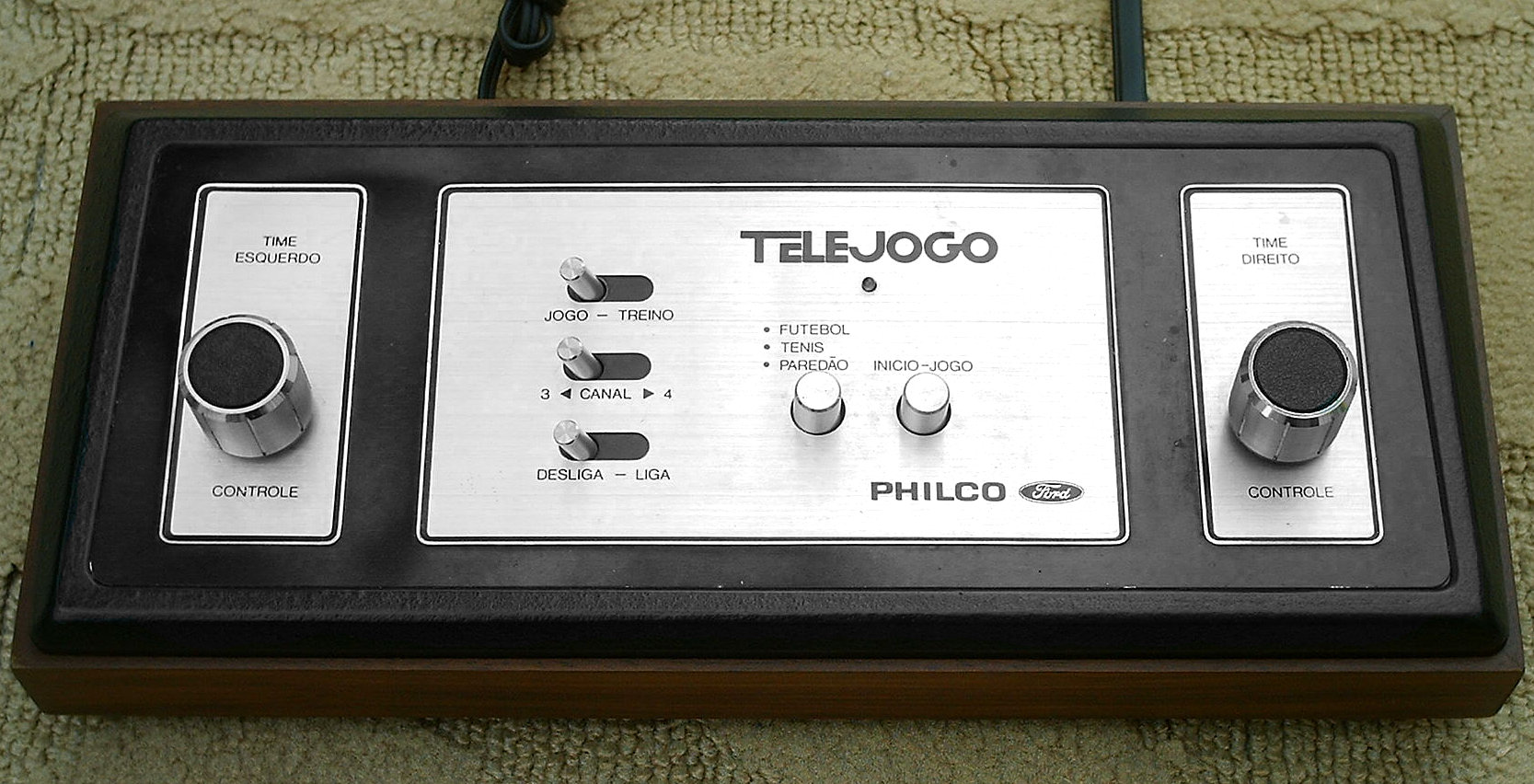
Telejogo.

Telejogo fue una de las primeras consolas de videojuegos. Consistía básicamente en guiones que subían o bajaban para golpear un cuadrado (bola) y el control se hacía a través de un dial (como un sintonizador de radio). En Brasil fue comercializado en 1977 por Philco/Ford. Después del primer lanzamiento, Philco lanzó nuevas consolas sucesoras de Telejogo, como Telejogo II.